# Grupo Ferromax
El Grupo Ferromax es una corporación empresarial del rubro de la industria metalmecánica con presencia en América Central, fundado en 1985 por el empresario salvadoreño Francisco Suriano Siú. En la actualidad está conformado por las empresas Galvanissa (con presencia en El Salvador) y Ferromax (con presencia en Guatemala, Honduras, Nicaragua y Costa Rica). En 2019, el grupo fue reconocido por la revista Forbes como una de las empresas con mayor presencia comercial e imagen corporativa en la región.

## Historia

### Décadas de 1980 y 1990
En 1985 el empresario salvadoreño Francisco Suriano Siú fundó Galvanissa, una compañía especializada en la industria metalmecánica que incursionó en la región centroamericana con el polín estructural C, un elemento arquitectónico fabricado de acero y utilizado en el sector industrial. En ese momento, el material predominante en la región como estructura de soporte de los techos era la madera. En 1995 la compañía amplió su portafolio con la marca de techos aluminizados ZincAlúm en El Salvador.

### Décadas de 2000 y 2010
Ante la alta demanda de materiales estructurales para la construcción generada luego del terremoto de 2001 en El Salvador, Galvanissa abrió su primera sala de ventas en San Salvador. En el año 2002, y bajo el nombre de Ferromax, la empresa extendió sus operaciones a territorio hondureño, inaugurando su primer centro de operaciones en Tegucigalpa el mismo año. La compañía continuó su expansión por Centroamérica con sucursales en Managua (2003) y Mazatenango (2004). En el año 2010 el holding fue registrado con el nombre de Grupo Ferromax y en la actualidad cuenta con cerca de 180 puntos de venta en la región.
En los años 2019 y 2020, el grupo fue reconocido por la revista Forbes como una de las empresas con mayor presencia comercial e imagen corporativa en la región. También en 2019 obtuvo dos reconocimientos en las categorías "exportador al área centroamericana" e "innovación exportadora" en los Premios Exportadores Destacados de la Corporación de Exportadores de El Salvador (Coexport).

### Década de 2020 y actualidad
En 2021 Galvanissa obtuvo el premio ASI, máximo galardón que otorga la Asociación Salvadoreña de Industriales. El mismo año, la empresa ganó el premio Exportador 2019-2021, otorgado por Coexport. Además, fue nominada por la revista Summa en cuatro categorías en su lista de las empresas líderes, ágiles y solidarias del año.
El 26 de octubre de 2022, Galvanissa recibió el premio al Exportador Centroamericano 2022 otorgado por la Federación de Cámaras y Asociaciones de Exportadores de Centroamérica FECAEXCA, convirtiéndose en la primera empresa salvadoreña en recibir este galardón. Ese mismo año, la compañía obtuvo por séptimo año consecutivo el premio ASI como mayor exportador en el sector de metalmecánica.
En la edición 334 de la revista Summa se destacó al Grupo Ferromax como uno de los Gigantes Empresariales de Centroamérica, y a Francisco Suriano como alto ejecutivo de El Salvador. De igual manera, en la edición 340 Ferromax apareció en la lista de las Empresas con Mejor Reputación Corporativa.

## Marcas
- Hierromax, hierro de alta resistencia,
- GHT, perfiles galvanizados de alta resistencia,
- ZincAlúm, MaxAlúm, ColorAlúm y Arquiteja, techos,
- GalvaDeck, entrepisos metálicos,
- MallaMax, malla electrosoldada.[6][23]

## Premios y reconocimientos
| Año  | Categoría | Publicación o evento                                                  | Ref.   |
| ---- | --- | --------------------------------------------------------------------- | ------ |
| 2012 | Primer lugar mayores exportadores del sector metalmecánica                                                         | Asociación Salvadoreña de Industriales                                | [ 24 ] |
| 2016 | Primer lugar mayores exportadores del sector metalmecánica                                                         | Asociación Salvadoreña de Industriales                                | [ 25 ] |
| 2017 | Décimo lugar mayores exportadores industriales                                                                     | Asociación Salvadoreña de Industriales                                | [ 26 ] |
| 2017 | Cuarto lugar mayores exportadores al área centroamericana                                                          | Asociación Salvadoreña de Industriales                                | [ 26 ] |
| 2017 | Primer lugar mayores exportadores del sector metalmecánica                                                         | Asociación Salvadoreña de Industriales                                | [ 26 ] |
| 2018 | Décimo lugar mayores exportadores industriales                                                                     | Asociación Salvadoreña de Industriales                                | [ 27 ] |
| 2018 | Cuarto lugar mayores exportadores al área centroamericana                                                          | Asociación Salvadoreña de Industriales                                | [ 27 ] |
| 2018 | Quinto lugar empresas más dinámicas                                                                                | Asociación Salvadoreña de Industriales                                | [ 27 ] |
| 2018 | Primer lugar mayores exportadores del sector metalmecánica                                                         | Asociación Salvadoreña de Industriales                                | [ 27 ] |
| 2019 | Empresa con mayor presencia e imagen corporativa en la región                                                      | Forbes                                                                | [ 4 ]  |
| 2019 | Exportador al área centroamericana                                                                                 | Coexport                                                              | [ 11 ] |
| 2019 | Innovación exportadora                                                                                             | Coexport                                                              | [ 11 ] |
| 2019 | Primer lugar mayores exportadores del sector metalmecánica                                                         | Asociación Salvadoreña de Industriales                                | [ 28 ] |
| 2019 | Cuarto lugar empresas más dinámicas                                                                                | Asociación Salvadoreña de Industriales                                | [ 28 ] |
| 2019 | Cuarto lugar mayores exportadores al área centroamericana                                                          | Asociación Salvadoreña de Industriales                                | [ 28 ] |
| 2019 | Noveno lugar mayores exportadores industriales                                                                     | Asociación Salvadoreña de Industriales                                | [ 28 ] |
| 2019 | Empresa líder en la región en cultura organizacional, sostenibilidad digital, innovación y agilidad de aprendizaje | Summa y Korn Ferry                                                    | [ 29 ] |
| 2019 | Empresa líder en la región en reputación corporativa y mayor presencia comercial                                   | Summa                                                                 | [ 30 ] |
| 2020 | Primer lugar mayores exportadores del sector metalmecánica                                                         | Asociación Salvadoreña de Industriales                                | [ 31 ] |
| 2020 | Cuarto lugar empresas más dinámicas                                                                                | Asociación Salvadoreña de Industriales                                | [ 31 ] |
| 2020 | Cuarto lugar mayores exportadores al área centroamericana                                                          | Asociación Salvadoreña de Industriales                                | [ 31 ] |
| 2020 | Noveno lugar mayores exportadores industriales                                                                     | Asociación Salvadoreña de Industriales                                | [ 31 ] |
| 2020 | Empresa con mayor presencia e imagen corporativa en la región                                                      | Forbes                                                                | [ 32 ] |
| 2020 | Empresa destacada en el sector comercio                                                                            | Summa                                                                 | [ 33 ] |
| 2021 | Primer lugar mayores exportadores del sector metalmecánica                                                         | Asociación Salvadoreña de Industriales                                | [ 34 ] |
| 2021 | Tercer lugar mayores exportadores del área centroamericana                                                         | Asociación Salvadoreña de Industriales                                | [ 34 ] |
| 2021 | Noveno lugar empresas más exportadoras de El Salvador                                                              | Asociación Salvadoreña de Industriales                                | [ 34 ] |
| 2021 | Cuatro lugar en el ranking top 25 agilidad de aprendizaje                                                          | Summa                                                                 | [ 15 ] |
| 2021 | Noveno lugar en el ranking top 25 transformación digital                                                           | Summa                                                                 | [ 15 ] |
| 2021 | Decimosexto lugar en el ranking top 25 cultura solidaria                                                           | Summa                                                                 | [ 15 ] |
| 2021 | Decimotercer lugar en el ranking top 25 innovación                                                                 | Summa                                                                 | [ 15 ] |
| 2021 | Décimo lugar en el ranking top 25 empresas con mejor reputación y ética de América Central                         | Summa                                                                 | [ 35 ] |
| 2021 | Exportador 2019-2021                                                                                               | Coexport                                                              | [ 14 ] |
| 2022 | Exportador Centroamericano 2022                                                                                    | Federación de Cámaras y Asociaciones de Exportadores de Centroamérica | [ 16 ] |
| 2022 | Primer lugar mayores exportadores del sector metalmecánica                                                         | Asociación Salvadoreña de Industriales                                | [ 20 ] |
| 2022 | Segundo lugar empresas con más ventas locales                                                                      | Asociación Salvadoreña de Industriales                                | [ 36 ] |
| 2022 | Segundo lugar empresas con más exportaciones hacia Centroamérica                                                   | Asociación Salvadoreña de Industriales                                | [ 36 ] |
| 2022 | Quinto lugar empresas más exportadoras del país                                                                    | Asociación Salvadoreña de Industriales                                | [ 36 ] |
| 2022 | Gigantes empresariales de Centroamérica                                                                            | Summa                                                                 | [ 21 ] |
| 2022 | Decimoséptimo lugar en el ranking de las empresas con mejor reputación corporativa                                 | Summa                                                                 | [ 22 ] |